# Belt rim brake
Een belt rim brake (riempoelierem) is een rem die in het verleden werd toegepast op motorfietsen met riemaandrijving. 
De riem dreef het achterwiel aan via een grote poelie, die tevens als een soort "remschijf" werd gebruikt. Een groot blok werd tegen de binnenkant van de poelie of in de riemgroef gedrukt om het wiel te vertragen. Het voorwiel werd aanvankelijk niet beremd, maar in de jaren tien werden ook wel velgremmen in het voorwiel gebruikt. De eerste fabrikant die een velgrem in het voorwiel gebruikte was Onaway in 1905.
In de jaren twintig werd soms op het voorwiel ook een poelie geplaatst, maar omdat deze geen aandrijffunctie had en alleen voor het remmen werd gebruikt, was dit een dummy belt rim. 
Toen halverwege de jaren twintig bijna alle motorfietsen kettingaandrijving hadden, verdwenen de belt rim brakes nog niet. Veelal zat het kettingtandwiel aan de ene kant van het achterwiel, maar aan de andere kant een dummy belt rim. 
Toen eind jaren twintig de trommelremmen in zwang kwamen verdwenen de belt rim brakes. 